# Gymnadenia lithopolitanica
Gymnadenia lithopolitanica är en orkidéart som först beskrevs av Ravnik, och fick sitt nu gällande namn av Herwig Teppner och Erich Klein. Gymnadenia lithopolitanica ingår i släktet brudsporrar och familjen orkidéer. Inga underarter finns listade i Catalogue of Life.
Arten förekommer i sydöstra Alperna från bergskedjorna Koralpe och Karawankerna i Österrike till Kamnik-Savinjaalperna i Slovenien. Den hittas i områden som ligger 1500 till 2000 meter över havet. Gymnadenia lithopolitanica växer i bergsängar med kalkrik grund. Arten behöver ingen skugga och den blommar mellan juni och augusti.
Flera exemplar skadas av bergvandrare. Gräset och buskarna blir för höga och skapar för mycket skugga när betande djur uteblir. För många betande djur kan skada Gymnadenia lithopolitanica. Växten är allmänt sällsynt. IUCN kategoriserar arten globalt som starkt hotad.